# عبد المناف نورمحمدوف
ابو حبيب (بالروسية:Абдулмана́п Магоме́дович Нурмагоме́дов) رياضي ومدرب سامبو قتالي روسي، وهو والد ومدرب بطل الفنون القتالية المختلطة حبيب نورمحمدوف.

## حياته
ولد عبد المناف سنة 19ّ62 في قرية سيلدي في داغستان، وفي 1987 تخرج من جامعة بولتافا للأقتصاد و التجارة في أوكرانيا بشهادة في المحاسبة والاقتصاد، وهو متزوج وأب لثلاثة أطفال ولدان وبنت.
بدأ مساره الرياضي كمصارع حر حتى أتقن هذا الفن، بعدها أصبح استاذا للسامبو القتالي وممارسا للجيدو خلال فترته في الجيش.

## مدرب سامبو قتالي
كان أول نجاح له كمدرب لما فاز أخوه نورمحمد نورمحمدوف ببطولة العالم للسامبو القتالي سنة 1992 في أوكرانيا، درب عبد المناف 18 بطلا في السامبو القتالي واهو عدد مدرج في كتاب روسيا للأرقام القياسية.
كان أيضا مدربا لفريق داغستان الوطني للسامبو القتالي، له تقنيات تدريب خاصة حيث انه جعل ابنه خبيب يصارع دبا في طفولته في.

## تلامذته
- خبيب نورمحمدوف، بطل العالم للسامبو مرتين، وبطل العالم السابق في الوزن الخفيف لرابطة ليو أف سي.
- إسلام ماخاشيف، بطل العالم للسامبو، و بطل العالم في الوزن الخفيف في اليو اف سي.[5]
- سلطان علليف، بطل العالم مرتين للسامبو، ونافس سابقا في رابطتي اليو أف سي وبيلاتور.[6]
- محمد رسول خابولييف، بطل العالم للسامبو سابقا، حاليا يتنافس في بطولة بيركوت.[7]
- شامل زافوروف، بطل العالم للسامبو ثلاثة مرات، نافس سابقا في رابطة أم 1.[8]
- رستم خابيلوف، بطل العالم للسامبو سابقا. متنافس حاليا في رابطة بيلاتور.[9]
- محمد نورمحمدوف، بطل العالم في السامبوسابقا.[10]
- أبو بكر نور محمدوف بطل سامبو قتالي روسي، حاليا متنافس في اليو أف سي.
- أيلدار ايلداروف المتنافس البحريني في الفنون القتالية المختلطة.[11]
- عمر نور محمدوف، يتنافس حاليا في وزن الريشة لليو أف سي.[12]
- عثمان نور محمدوف، يتنافس حاليا في الوزن الخفيف لليو أف سي.[13]

## وفاته
اصيب بالكوفيد19 في شهر أبريل 2020 ودخل المستشفي في مدينة محج قلعة بسبب مضاعفات المرض، وفي  3مايو 2020 تم نقله ألى موسكو في طائرة خاصة، حتى وافته المنية بعدها بأيام، مما كان سبب نهاية مسيرة ابنه حبيب في الفنون القتالية المختلطة.